# Chalonnes-sous-le-Lude

Chalonnes-sous-le-Lude este o comună în departamentul Maine-et-Loire, Franța. În 2009 avea o populație de 134 de locuitori.